# Jurij Taritj
Jurij Taritj (russisk: Ю́рий Ви́кторович Та́рич) (født 12. januar 1885 i Plotsk, død 21. februar 1967 i Moskva i Sovjetunionen) var en sovjetisk filminstruktør og manuskriptforfatter.

## Filmografi
- Skovenes fortællinger (Лесная быль, 1926)[3]
- En livegens vinger (Крылья холопа, 1926)[4]
- Til i morgen (До завтра, 1929)
- Mordere tager ud på vejen (1942)